# The NeverEnding Story II: The Next Chapter
The NeverEnding Story II: The Next Chapter is een Duits-Amerikaanse fantasyfilm uit 1990. De film is een vervolg op The NeverEnding Story, en net als die film gebaseerd op het boek het oneindige verhaal van Michael Ende. De regie was in handen van George T. Miller. Hoofdrollen worden vertolkt door Jonathan Brandis, Kenny Morrison en Alexandra Johnes.

## Verhaal
Bastian Bux heeft problemen thuis. Zijn vader, Barney, heeft nooit tijd voor hem, en zijn eigen angst voor hoogtes verstoort zijn kans om bij het zwemteam te komen. Bastian vlucht wederom voor zijn problemen naar de boekhandel van Mr. Koreander. Daar vindt hij het boek “Het oneindige verhaal”. Wanneer hij het boek opent, blijken er grote stukken tekst uit te ontbreken. De stem van de keizerin klinkt uit het boek en vraagt Bastian om hulp. De Auryn, het symbool van Fantasia, laat los van de kaft en belandt in Bastians hand. Daarna wordt Bastiaan op magische wijze naar Fantasia gehaald.
In Fantasia ontmoet hij wederom Atreyu en Falkor. Hij ontmoet ook een nieuw personage: de pratende vogel Nimbly. Wat hij echter niet weet, is dat Nimbly voor de tovenares Xayide werkt. Zij heeft de keizerin gevangen in de Ivoren Toren en terroriseert Fantasia met haar mechanische reuzen en een nieuwe plaag: de leegte. Deze leegte zorgt er onder andere in de echte wereld voor dat boeken langzaam blanco worden. Nimbly wint Bastians vertrouwen en vertelt Bastiaan dat hij met de Auryn wensen kan doen. Een keerzijde van deze wensen is echter dat voor elke wens Bastian een herinnering moet opofferen, welke als glazen bol in een machine van Xayide belandt. Xayide’s plan is om Bastian zo zijn missie te laten vergeten. Bastian en co. vinden Xayide, die doet alsof ze spijt heeft van haar daad en zelfs met Bastian mee wil gaan naar de Ivoren Toren. In werkelijkheid houdt ze hem aan het lijntje en zorgt ze dat hij wensen blijft doen. Bastian raakt vervreemd van Falkor en Atreyu.
Ondertussen, in de echte wereld, ontdekt Barney het boek. Wanneer hij het openslaat en Bastians naam erin ziet, begint hij het te lezen. Net als Bastian in de eerste film helpt hij zo het verhaal te sturen. Bastian ontdekt uiteindelijk Xayide’s plan en vlucht weg voor haar. Hij vindt Falkor en Atreyu terug in de zilveren stad, alwaar Xayide hem confronteert. Bastian gebruikt zijn laatste wens, gekoppeld aan de herinnering aan zijn vader, om te wensen dat Xayide een hart krijgt. Hierdoor kan Xayide opeens emoties voelen, wat te veel voor haar blijkt te zijn. Ze ontploft in een lichtflits, waarna al haar magie ongedaan wordt gemaakt. Fantasia is wederom gered.
Aan het eind van de film overwint Bastian zijn hoogtevrees door van een hoge klif te springen, en zo weer in de echte wereld te belanden.

## Cast
| Acteur             | Personage               | Opmerkingen      |
| ------------------ | ----------------------- | ---------------- |
| Jonathan Brandis   | Bastian Bux             |                  |
| Kenny Morrison     | Atreyu                  |                  |
| Clarissa Burt      | Xayide                  |                  |
| John Wesley Shipp  | Bastians vader - Barney |                  |
| Martin Umbach      | Nimbly                  |                  |
| Alexandra Johnes   | Kleine Keizerin         |                  |
| Thomas Hill        | Mr. Koreander           |                  |
| Helena Michell     | Bastians Moeder         |                  |
| Christopher Burton | Tri Face                | als Chris Burton |
| Patricia Fugger    | Instrument Spinster     |                  |

## Achtergrond
De film behandelt het tweede deel van het boek van Michael Ende, maar wijkt hier behoorlijk van af. Alleen de personages en de primaire plot zijn overgenomen, en door de scriptschrijvers verwerkt in een geheel nieuw verhaal. Ende, die zelf ontevreden was over de eerste verfilming van zijn boek, was niet betrokken bij de productie van deze film.
De film bevat een nieuwe titelsong, gezongen door Joe Milner. Het nummer heet "Dreams We Dream".
De film gebruikt op een paar punten stock footage uit de eerste film, waaronder voor de scène waarin Atreyu op zijn paard de draak Smerg achtervolgt.
De film kreeg minder goede kritieken dan zijn voorganger. Een uitzonderlijk negatieve review kwam van Richard Harrington in de Washington Post. Hij omschreef de film als:

"Unlike its predecessor, there are few effects in "II" worthy of being called special, and events unfold with uniform flatness. Silver City feels like Diet Oz, the sorceress's castle is more hinted at than realized and several new creatures are right out of late-night comedy sketches".

## Prijzen en nominaties
| jaar | prijs                                         | categorie                                        | genomineerde(n)               | uitslag     |
| ---- | --------------------------------------------- | ------------------------------------------------ | ----------------------------- | ----------- |
| 1990 | De special award bij de Bayerischer Filmpreis | -                                                | de gehele Duitse produciecrew | gewonnen    |
| 1991 | Golden Screen                                 | -                                                | -                             | gewonnen    |
| 1992 | Saturn Award                                  | Beste optreden door een jonge acteur             | Jonathan Brandis              | genomineerd |
| 1992 | Young Artist Award                            | beste familiefilm, drama                         | -                             | genomineerd |
| 1992 | Young Artist Award                            | Best Young Actor Co-starring in a Motion Picture | Kenny Morrison                | genomineerd |
| 1992 | Young Artist Award                            | Best Young Actor Starring in a Motion Picture    | Jonathan Brandis              | genomineerd |